# Боголюбов Павло Миколайович
Павло́ Микола́йович Боголю́бов (18 травня 1942, Уфа — 15 грудня 2011, Дубна) — радянський, російський фізик- теоретик, доктор фізико-математичних наук, лауреат Ленінської премії.

## Біографія
Народився в сім'ї математика та фізика-теоретика Миколи Миколайовича Боголюбова. Брат Миколи Миколайовича Боголюбова (молодшого), онук Миколи Михайловича Боголюбова.
Закінчив фізичний факультет Московського державного університету імені М. В. Ломоносова (1965). З того ж року працював у Лабораторії теоретичної фізики ОІЯД на посадах від стажера-дослідника до старшого наукового співробітника.
У 1972 році захистив докторську дисертацію:
- Про деякі релятивістські рівняння в теорії елементарних частинок: дисертація … доктора фізико-математичних наук : 01.00.00. — Дубна, 1971. — 262 с.

У 1972—1983 рр. старший науковий співробітник Інституту ядерних досліджень АН СРСР
У 1983 повернувся до Лабораторії теоретичної фізики ОІЯД, був призначений керівником сектора. На початку 1990-х років знаходився у тривалому відрядженні в Європейській організації ядерних досліджень.
З 1996 року помічник директора Інституту з міжнародних зв'язків, згодом одночасно керував департаментом з міжнародних науково-технічних зв'язків ОІЯД. Остання посада — радник при дирекції Інституту.
Автор робіт з теорії складових моделей елементарних частинок, релятивістських хвильових рівнянь та у низці інших розділів теоретичної фізики.
У 1988 році разом з А. М. Балдіним, В. А. Матвєєвим, Р. М. Мурадяном, А. Н. Тавхелідзе була присуджена Ленінська премія — за цикл робіт «Нове квантове число — колір та встановлення динамічних закономірностей у кварковій структурі елементарних частинок та атомних ядер» (1965—1977).
Нагороджений медаллю Дружби КНДР, преміями імені М. М. Боголюбова та імені М. М. Крилова Академії наук України.
Помер 15 грудня 2011 року після тяжкої тривалої хвороби.

## Публікації
- П. Н. Боголюбов, А. Е. Дорохов, «Об устойчивости классических решений уравнений Янга-Миллса с источником», ТМФ, 51:2 (1982), 224—233 mathnet mathscinet; P. N. Bogolyubov, A. E. Dorokhov, «Stability of classical solutions of the Yang-Mills equations with source», Theoret. and Math. Phys., 51:2 (1982), 462—468
- П. Н. Боголюбов, «Причинность инвариантных форм-факторов в разложениях коммутаторов токов», Тр. МИАН СССР, 136 (1975), 15-33
- П. Н. Боголюбов, «Квазипотенциальные уравнения для спиновых частиц с разными массами», ТМФ, 5:2 (1970), 244—252 mathnet; P. N. Bogolyubov, «Quasipotential equations for spin particles with different masses», Theoret. and Math. Phys., 5:2 (1970), 1121—1127
- О модели квазинезависимых кварков [Текст]. — [Дубна]: [б. и.], [1967]. — 29 с.; 21 см. — (Издания/ Объедин. ин-т ядерных исследований. Лаборатория теорет. физики; Р2-3115).
- О составной модели барионов на основе уравнения для трех частиц [Текст]. — [Дубна]: [б. и.], [1965]. — 27 с.; 21 см. — (Издания/ Объедин. ин-т ядерных исследований. Лаборатория теорет. физики; Р-2186).
- Метод когерентных состояний и кварковая модель [Текст]. — [Дубна]: [б. и.], [1971]. — 44 с.; 21 см. — (Сообщение Объединенного института ядерных исследований/ Р2-5684. Лаб. теорет. физики).
- О составной модели мезонов на основе уравнений типа Бете-Солпитера [Текст]. — [Дубна]: [б. и.], [1965]. — 14 с.; 22 см. — (Издания/ Объедин. ин-т ядерных исследований. Лаборатория теорет. физики; Р-2098).
- Структура некоторых матричных элементов коммутаторов токов [Текст]. — [Дубна]: [б. и.], [1972]. — 20 с.; 21 см. — (Сообщение Объединенного института ядерных исследований/ Р2-6637. Лаб. теорет. физики).